# جير سندن
جير سندن (بالهولندية: Ger Senden)‏ (9 يوليو 1971 بهيرلين في هولندا - ) هو لاعب كرة قدم هولندي في مركز الدفاع. لعب مع رودا ياي سي.

## روابط خارجية
- جير سندن على موقع قاعدة بيانات كرة القدم.إي يو (الإنجليزية)
- جير سندن على موقع عالم كرة القدم.نت (الإنجليزية)